# Futbolniy Klub Anji
Futbolniy Klub Anji (em russo) Футбольный клуб «Анжи» foi um clube de futebol de Makhatchkala, no Daguestão, uma república da Rússia.
Fundado em 1991, o Anji disputava a Segunda Divisão Russa, E não conseguiu licença para disputar a competição, no ano de 2022 foi extinto após não receber uma licença para disputar a  Terceira Divisão. Mandava seus jogos na Arena Anji, em Makhachkala, com capacidade para 30 000 torcedores. Suas cores são o amarelo, o verde e o branco.

## História

### Fundação e primeiros anos
O Anji foi fundado em 1991, quando o chefe da Dagnefteprodukt, Sultan Magomedov, e um ex-jogador do Dynamo Makhachkala, o primeiro clube da cidade, preencheram a papelada necessária muito habilmente, para fundar um time de futebol novo, para nível regional. No campeonato do Daguestão, o clube foi capaz de afirmar-se, e conseguiu ganhar 16 de 20 jogos, tornando-se o campeão. Perceberam o potencial do projeto, e os proprietários do clube decidiram colocar o clube nas ligas inferiores do campeonato de futebol russo.
Imediatamente após a queda da URSS, o Anji venceu a Segunda Divisão na Zona 1, mas devido à reestruturação dos campeonatos russo, continuou na segunda divisão.
De 1994, com Aleskerov, até 1996, com Rafael Safarov, tentaram levar o Anji para a Primeira Divisão. Finalmente conseguiu, em 1996, Eduard Malafeev, soube construir uma equipe formada predominantemente de jogadores do Daguestão. Em vez disso, foi Gadji Gadjiev para ter sucesso em trazer a equipe para promoção na primeira divisão na Rússia, depois de tentativas fracassadas, em 1997 e 1998.
Em 1999, foi campeão da Primeira Divisão (segundo nível do futebol russo). Em 2000, a equipe estreou na Campeonato Russo terminando em quarto lugar, registrando o melhor resultado da história do clube. Em 2001, chegaram à final da Copa da Rússia, mas perderam nos pênaltis para o Lokomotiv Moscou.
Anji foi rebaixado da Premier League em 2002, foi campeão da segunda divisão em 2009 e foi novamente promovido à Premier League, após sete anos de ausência. Em 5 de dezembro de 2010, um fato marcante para o clube. O zagueiro Shamil Burziyev morreu em um acidente de carro, aos 25 anos.

### 1992-1996: Início no Campeonato Russo

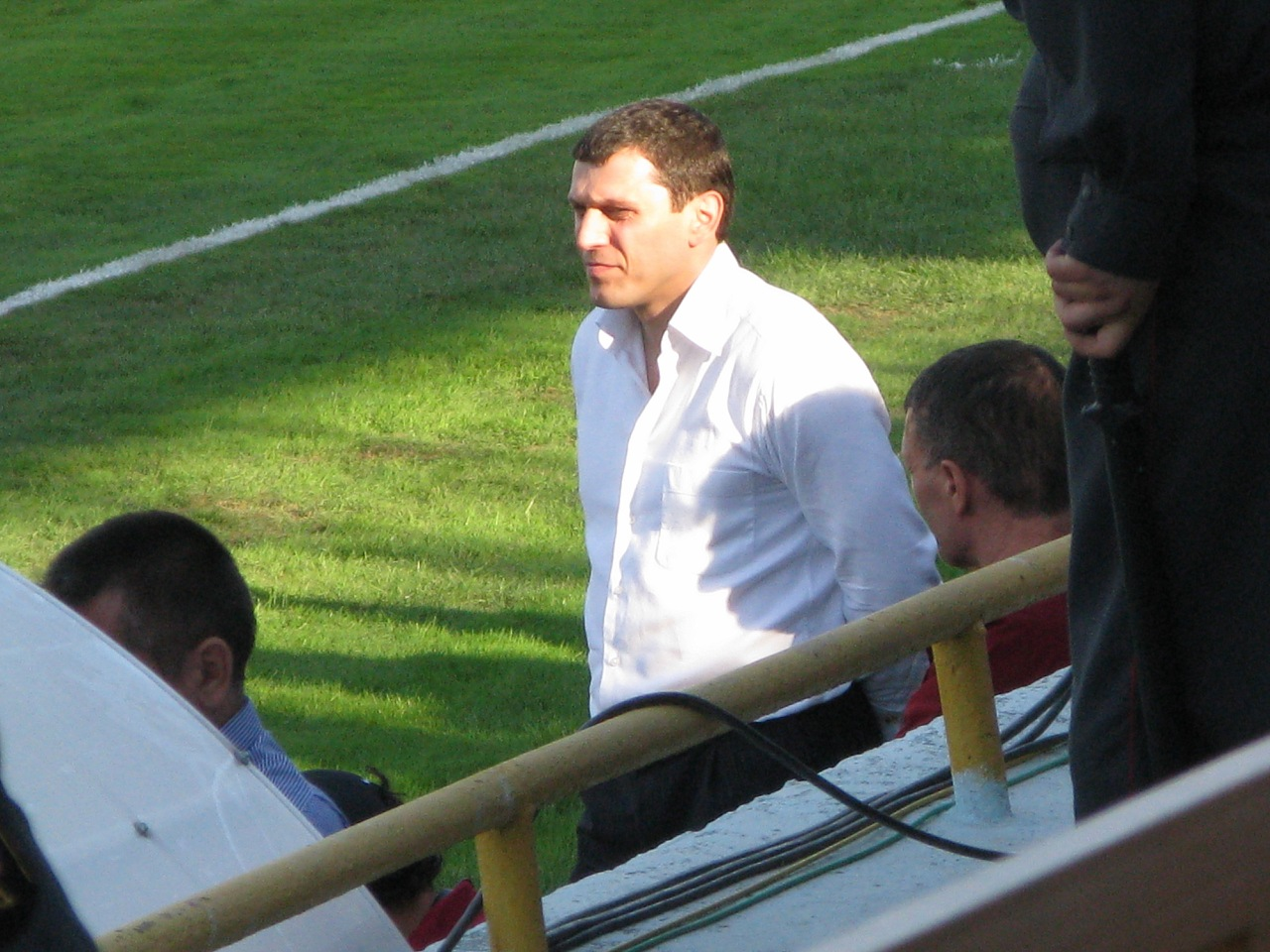
Budun Budunov, participou da campanha de 1995 na sua primeira passagem pelo Anji

Em 1992, um ano após sua fundação, o Anji entrou no campeonato russo disputando divisões regionais, começou disputando a Segunda Divisão Russa, na Zona 1, equivalente a terceira divisão do país. Na sua primeira temporada na competição, o Anji, ainda com um time modesto, sem jogadores de alto nível, mas já com Ibragim Gasanbekov, que se tornaria mais tarde o maior artilheiro da história do Anji, terminou na 5º colocação com 48 pontos. Logo na sua segunda temporada, em 1993, com um time de mais qualidade, o Anji acabou terminando o campeonato na 1º colocação com 55 pontos, também foi o ano em que o Anji disputou a sua primeira Copa da Rússia, mas sem chegar a fases importantes. Nos anos seguintes, disputou a Segunda Divisão Russa, na categoria oeste e passou a disputar com frequência a Copa da Russia, mas sem sucesso. Após campanhas medianas no campeonato em 1994 (terminou na 10º posição) e em 1995 (terminou na 7º posição), o Anji conseguiu a 1º colocação em 1996, classificando-se assim, pela primeira vez, para uma competição oficial disputada por clubes de todas as partes do país.

### 1997-2002: Altos e baixos
Na temporada de 1997, a equipe recém promovida a Primeira Divisão Russa, equivalente a segunda divisão do país, e comandada pelo artilheiro russo Ibragim Gasanbekov não foi bem, com uma defesa fraca (sofreu 72 gols em 42 jogos) e um bom ataque com 66 gols feitos, o Anji não passou da 13º colocação, com sessenta pontos. O mesmo aconteceu em 1998, o Anji acabou terminando com três pontos a menos em relação a temporada anterior, mas uma posição acima, em 12º lugar e somando 57 pontos, deixaram a equipe sem muitas expectativas para a próxima temporada.
A temporada 1999 chegou e o cenário mudou totalmente, desta vez com um novo artilheiro, Narvik Sirkhayev, o Anji jogava o melhor futebol entre os times da competição, e no final da temporada, uma coisa que parecia improvável aconteceu, o Anji que vinha de duas campanhas medianas, terminou o campeonato com 86 pontos, 1 a mais que o segundo colocado e se tornou pela primeira vez campeão de uma verdadeira competição nacional.
Em 2000, o Anji alcançou o seu principal objetivo, jogar a Premier League Russa, equivalente a primeira divisão. O Anji não fez feio, com Predrag Ranđelović em grande fase, o Anji terminou o campeonato na 4º colocação, com 52 pontos, acabando na frente de equipes tradicionais como o CSKA Moscou e o Zenit.
Nas duas próximas temporadas o Anji voltou as campanhas medianas, em 2001 terminou em 13º e em 2002 na 15º colocação, sendo rebaixado e obrigado a disputar a primeira divisão novamente. Também em 2002, foi vice-campeão da Copa da Russia, perdendo do Lokomotiv Moscou nos pênaltis e se classificou pela primeira vez a uma competição européia, a Liga Europa.

### 2003-2009: Primeira divisão e a volta a Premier League
Após boas temporadas na Premier League, o Anji estava de volta a segunda divisão, com o objetivo de voltar a primeira divisão rapidamente, o que não aconteceu. Mas a boa notícia da temporada foi que o Anji fez uma ótima campanha na copa da Rússia, sendo eliminado nas semi-finais.
Em 2003, o Anji terminou na 6º colocação, 3 posições abaixo da zona de acesso. Na temporada seguinte, a 8º colocação frustrou novamente os planos do Anji de voltar a Premier League. As três próximas temporadas foram ainda piores:2005, 11º posição com 55 pontos - 48 gols sofridos e 47 gols pró; 2006, 15º posição com 53 pontos - 66 gols sofridos e 57 gols pró.; 2007, 10º posição com 57 pontos - 44 gols sofridos e 41 gols pró.
As campanhas ruins na segunda divisão, praticamente acabaram com o sonho da volta a primeira divisão. Em 2008, o time melhorou e o sonho voltou a ser cogitado, o Anji lutou, mas a 6º posição, a três posições e a 15 pontos da zona de acesso, novamente frustraram seus planos.
Em 2009, o Anji teve a melhor campanha e acabou se sagrando campeão da primeira divisão com 75 pontos conquistados, voltando assim para a Premier League após 7 anos de ausência.

### Chegada de Suleiman Kerimov

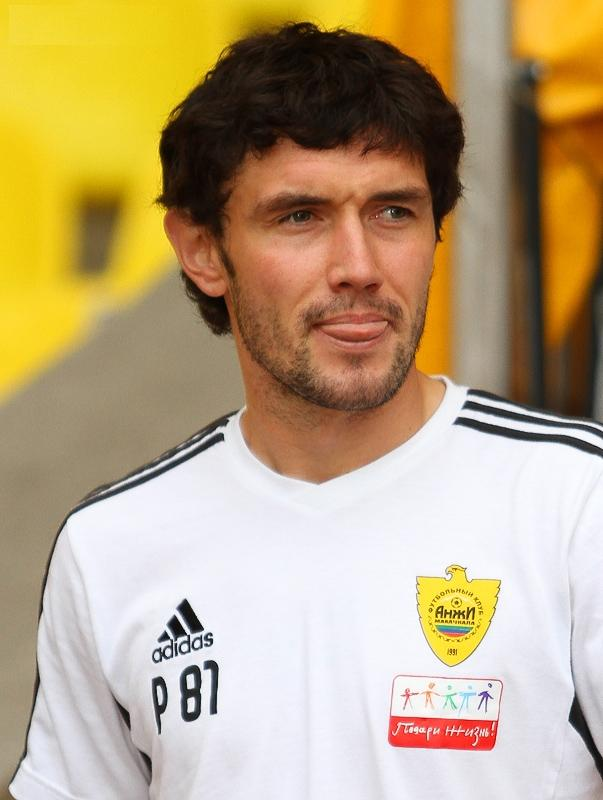
Yuri Jirkov com a camisa do Anji em 2011

Em 18 de janeiro de 2011, o clube foi comprado pelo bilionário russo Suleiman Kerimov que tem fortuna estimada pela revista "Forbes" em US$ 5,5 bilhões (R$ 8,7 bilhões), ganhando as manchetes por causa da contratação de três jogadores brasileiros: o lateral Roberto Carlos, o meia Jucilei (ambos ex-Corinthians) e o atacante Diego Tardelli (ex-Atlético Mineiro).
Durante o inverno de 2011, Kerimov trouxe o marroquino Mbark Boussoufa do Anderlecht, enquanto no mercado de verão, trouxe Balázs Dzsudzsák do PSV Eindhoven por 14 milhões de euros, Yuri Jirkov do Chelsea e o atacante camaronês Samuel Eto'o, que assinou o contrato com o Anji e se tornou o jogador de futebol com o maior salário do mundo, com vinte milhões de euros por ano. No início de 2012, veio Guus Hiddink para assumir o comando da equipe, assinando um contrato por um ano e meio, também chegou ao Anji o zagueiro congolês Christopher Samba do Blackburn Rovers. Na janela de verão da temporada 2012-13 a equipe contratou o ex-camisa 10 do Real Madrid, Lassana Diarra.

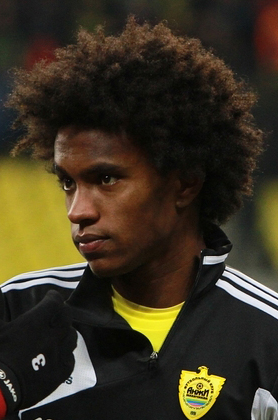
Willian

Mas a bomba veio no mercado de Inverno em 1 de Fevereiro de 2013, quando o Shakhtar Donetsk anunciou em seu site oficial que o jogador brasileiro, Willian, deixou a equipe ucraniana para jogar no time russo, depois de este ter pago um colossal € 35 milhões, até agora, a contratação mais cara da história do Anji.
O bilionário Suleiman Kerimov dono do clube, decidiu parar de investir alto no clube, para investir em jogadores russos menos baratos, o que gerou saída de jogadores com os quais gastou alto, como o atacante camaronês Samuel Eto'o.

### Segurança e treinamento
Os jogadores do clube moram e treinam em Moscou e vão para Makhachkala apenas para jogar os jogos em casa no seu estádio, devido a razões de segurança, envolvendo voar 2.000 km, entre a capital do Daguestão e Moscou 15 vezes por temporada para os jogos locais. Os treinos normalmente acontecem nas instalações desportivas de Kratovo, nos arredores de Moscou.

## Competições europeias
O vice-campeonato da Copa da Rússia de Futebol deu ao Anji o direito de participar na Copa da UEFA, já que o campeão Lokomotiv Moscou conquistou o segundo lugar no campeonato nacional, participando da Liga dos Campeões na próxima temporada.
Seu adversário na primeira rodada foi o Rangers. Em vez dos jogos de ida e volta, a UEFA decidiu que seria disputando apenas um jogo em campo neutro em Varsóvia, devido à situação instável na Chechênia e no Daguestão. O clube escocês venceu o jogo por 1 a 0 e entraram na fase seguinte.
A boa campanha geral no Campeonato Russo de 2011/2012, (terminou na 5º colocação), trouxe o Anji de volta a uma competição européia, a Liga Europa de 2012/13. Por esta competição, o Anji disputou a sua primeira partida por uma competição internacional dentro de seu país, no Saturn Stadium, em Ramenskoie, aonde a Equipe de Makhachkala saiu vencedora contra o Honvéd da Hungria com o placar de 1 a 0, gol de Jucilei. Por esta competição, o Anji ainda enfrentará a tradicional Udinese Calcio da Itália e o supercampeão Liverpool Football Club da Inglaterra.

## Ídolos

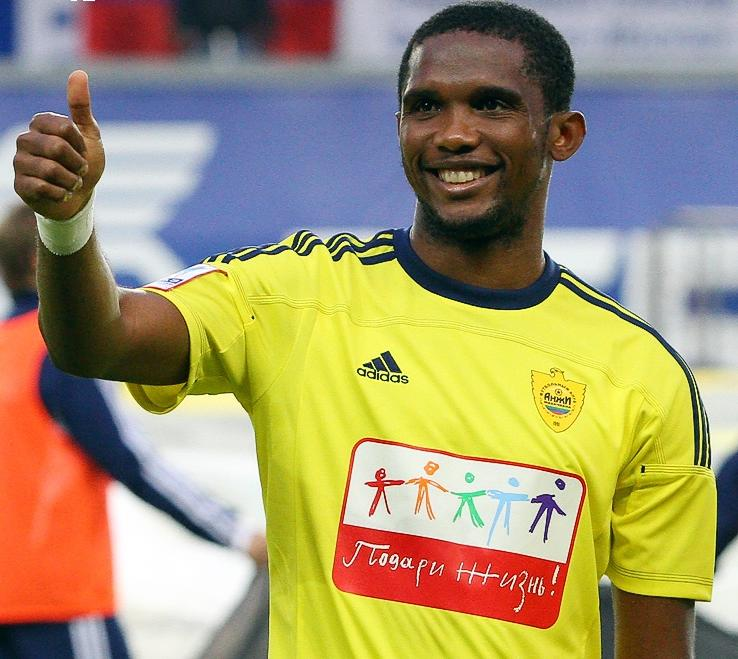
Chegada de Samuel Eto'o ao Anji em setembro de 2011

Por não ter tanta tradição em sua história, o Anji não tem muitos ídolos. Atualmente, os torcedores costumam reverenciar jogadores que tiveram grandes passagens pelo clube.
Um dos principais é o russo Ibragim Gasanbekov, que comandou a equipe em suas primeiras campanhas no campeonato russo, além de ser o maior goleador da história do Anji com 156 gols e o terceiro que mais atuou com 236 jogos.
Outro que também tem o carinho da torcida é Ruslan Agalarov, jogador que mais atuou com 429 jogos e o terceiro maior goleador com 48 gols.
Samuel Eto'o e Roberto Carlos são jogadores conhecidos internacionalmente que também têm o carinho da torcida.
Outros que também são queridos pela torcida são: Rasim Tagirbekov, Eldar Mamayev, Ilya Abayev, Shamil Lakhiyalov, Rasim Tagirbekov, etc.

## Estádio

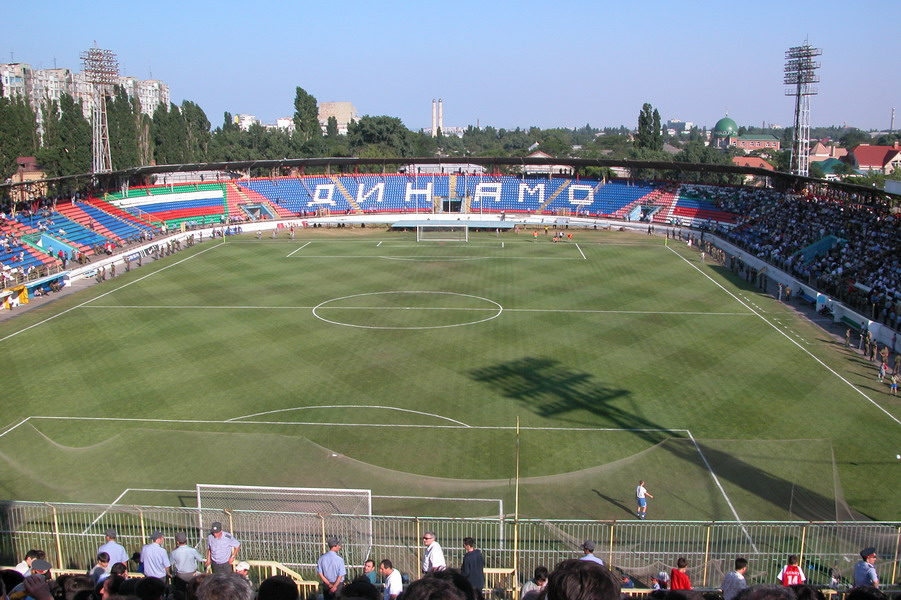
Dynamo Stadium, estádio do Anji

O Estádio Dynamo é um estádio multi-uso na cidade de Makhachkala, no Daguestão, na Rússia. O estádio tem capacidade para 20 000 espectadores, foi inaugurado em 31 de maio de 1927 e serve quase exclusivamente para a prática de futebol. No estádio jogam FC Anji Makhachkala (periódicamente) e o FC Dynamo Makhachkala, o outro time da cidade.
É usado apenas para competições nacionais como o Campeonato Russo e a Copa da Rússia. Para competições européias como Liga dos Campeões e Liga Europa, o Anji Arena não é utilizado. O Anji joga no Lokomotiv Stadium em Moscou, raramente também utiliza o Saturn Stadium em Ramenskoie.
A Arena Anji é um estádio de futebol em Kaspiysk, Daguestão, Rússia, e a casa do time russo da primeira liga Anji Makhachkala. O estádio foi construído no local do antigo Khazar Stadium. Foi inaugurado após a sua reconstrução em 17 de março de 2013 e tem capacidade para 30.000 espectadores.

## Elenco atual
Atualizado em 23 de novembro de 2020.
Legenda
- : Capitão
- : Jogador lesionado/contundido

## Notáveis Jogadores
| URSS/Rússia/CEI - Omari Tetradze - Kakhaber Tskhadadze - Sergey Grishin - Sergey Nekrasov - Andrey Solomatin - Renat Yanbayev - Yuri Zhirkov - Ilya Tsymbalar - Igor Denisov Ex-repúblicas da URSS - Ilgar Abdurakhmanov - Emin Agaev - Tarlan Ahmadov - Arif Asadov - Elshan Gambarov - Igor Getman - Vyaçeslav Lıçkin - Mahir Shukurov - Narvik Sirkhayev - Aleksandr Jidkov - Gennadiy Lesun - Vladimir Sheleg - Andrei Sinitsin - Syarhey Yaskovich - Valeri Abramidze | - Kakhaber Aladashvili - Mikheil Ashvetia - Revazi Barabadze - Aleksandr Gogoberishvili - Sandro Iashvili - Irakli Klimiashvili - Dato Kvirkvelia - Otar Martsvaladze - Kakhaber Mjavanadze - Giorgi Navalovski - Nukri Revishvili - Edik Sadjaya - Dmitriy Byakov - Konstantin Kotov - Roman Uzdenov - Sergei Ivanov - Ēriks Pelcis - Viktoras Olšanskis - Tadas Papečkys - Andrius Velička - Denis Ilescu - Nicolae Josan - Alier Ashurmamadov - Andrei Manannikov - Pavel Kharchik | - Vladyslav Prudius - Ruslan Agalarov - Jafar Irismetov - Odil Akhmedov Europa - Dženan Hošić - Amel Mujčinovič - Elvir Rahimić - Marek Hollý - Chris Samba - Lassana Diarra - Hugo Almeida África - Benoît Angbwa - Michel Pensée - Emmanuel Osei Kuffour - Kébé Baye - Mbark Boussoufa - Samuel Eto'o América do Sul - João Carlos - Jucilei - Roberto Carlos - Diego Tardelli - Willian |

## Capitães
| País                             | Nome                  | Período            |
| -------------------------------- | --------------------- | ------------------ |
| Rússia                           | Magomedhabib Kurbanov | 1992 - 1993        |
| Azerbaijão · Rússia              | Ibrahim Gasanbekov    | 1994 – 1999        |
| Azerbaijão · Rússia              | Narvik Sirhan         | 1999 – 2001 e 2007 |
| Rússia                           | Budun Budunov         | 2002               |
| Rússia                           | Andrey Gordeev        | 2003               |
| Bandeira do Uzbequistão · Rússia | Ruslan Agalarov       | 2004 – 2005 e 2007 |
| Rússia                           | Haji Bamatov          | 2005               |
| Rússia                           | Shamil Lakhiyalov     | 2005               |
| Geórgia                          | Tamar Mjavanadze      | 2005               |
| Rússia                           | Alexander Nikulin     | 2005               |
| Rússia                           | Anton Jukov           | 2006               |

| País     | Nome             | Período     |
| -------- | ---------------- | ----------- |
| Rússia   | Mikhail Ashvetia | 2008        |
| Rússia   | Rasim Tagirbekov | 2009 – 2010 |
| Brasil   | Roberto Carlos   | 2011        |
| Camarões | Samuel Eto'o     | 2011-2013   |

## Conquistas e registros
- Maior artilheiro: Ibrahim Gasanbekov (156 gols em 236 jogos)
- Maior vitória: Anji 9x0 Grozny - 1993.
- O primeiro gol na Primeira Divisão - Kafar Kafarov (9 de abril de 1997).
- O primeiro gol na Premier League - Predrag Randjelovich (8 de abril de 2000).
- O primeiro hat-trick na Premier League - Predrag Randjelovich (8 de abril de 2000).
- Lugar mais alto na Premier League : 4º Lugar (2000).
- Finalista da Copa da Rússia : 2000/01.
- O primeiro gol em competições europeias - Jucilei (19 de julho de 2012) pela Liga Europa.
- Membro da fase de grupos da Liga Europa : 2012/2013
- 72º lugar entre os principais clubes de futebol do mundo pela IFFHS (Outubro de 2012).
- 141º lugar entre os principais clubes de futebol do mundo pela UEFA (Outubro de 2012).

## Tradições

### Cores
As cores do Anji, tradicionalmente são o verde e o branco. Apenas a partir da temporada 2010/11, que o amarelo foi introduzido, tanto no escudo quanto nos uniformes do clube. Nas últimas temporadas, o verde tem sido deixado de lado, e tem sido introduzida a cor roxa no uniforme do Anji.

### Torcida
O Anji não tem uma das maiores da Rússia, mas tem a maior torcida do Daguestão. Para os jogos próximos á capital, a torcida do Anji não comparece em peso, mas para os jogos em Makhatchkala, a torcida costuma sempre lotar o Dynamo Stadium.

## Títulos

### Nacionais
Primeira Divisão da Rússia:
(1999 e 2009)

### Campanhas de destaque
Vice-campeão Copa da Rússia
(2002)

## Uniformes

### Uniformes atuais
- 1º - Camisa verde, calção e meias verdes.
- 2º - Camisa amarela, calção preto e meias amarelas.
- 3º - Camisa branca, calção e meias brancas.

| Primeiro | Segundo | Terceiro |

### Uniformes anteriores
- 2015-18

| Primeiro | Segundo | Terceiro |

- 2013-15

| Primeiro | Segundo | Terceiro |

- 2012-13

| Primeiro | Segundo | Terceiro |

- 2011-12

| Primeiro | Segundo | Terceiro | Quarto |

- 2010-11

| Primeiro | Segundo |

- 2009-10

| Primeiro | Segundo |

## Diretoria do clube

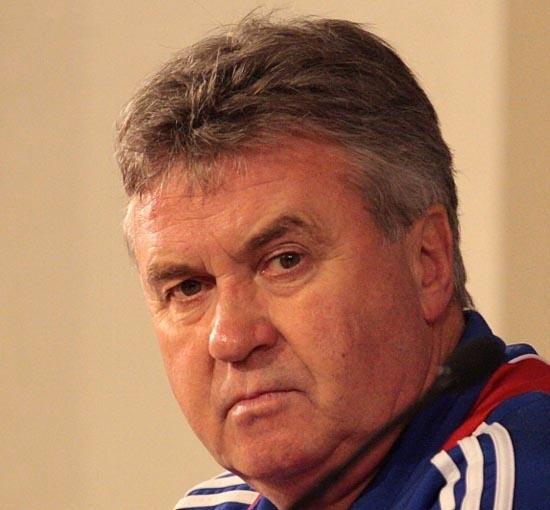
Guus Hiddink, ex-treinador do Anji

- ; Proprietário:

Suleiman Kerimov
- ; Administradores:

Abdul Shurpayev
Rahmatullah Halimbekov
Marat Batyrov
- ; Diretor

Roberto Carlos da Silva

### Corpo Técnico
- De acordo com o site oficial do clube[4]

| Posição             | Nome                |
| ------------------- | ------------------- |
| Treinador da equipe | Gadji Gadjiyev      |
| Treinador           | Zeljko P.           |
| Treinador           | Ton du Shatin       |
| Treinador           | Andrey Gordeev      |
| Treinador           | Arsen Akayev        |
| Técnico sênior      | Oleg Vasilenko      |
| Team Manager        | Akim Arzumanovich   |
| Preparador físico   | Arno Philips        |
| Preparador físico   | Cheema Oneke        |
| Médico              | Khadjimurad Hizroev |
| Massagista          | Ibrahim Halipaev    |
| Massagista          | Vadim Asriyan       |
| Tradutor            | Gregory Tikhonov    |
| Tradutor            | Philip Borisov      |
| Tradutor            | Nikolai Botovski    |